# TSC Hansa Syke
Der TSC Hansa Syke e.V. ist ein Tanzsportverein in Syke, Niedersachsen.
Der Verein besteht seit Ende 1998. Am 1. Dezember 1998 erfolgte der Eintrag ins Vereinsregister als Tanzsport-Club Hansa Syke e.V. Der Verein entstand aus den Formationen der Syker Tanzschule Kirchner und verfügt heute über zwei Lateinformationen.

## A-Team
Das A-Team des TSC Hansa Syke trat 1999 erstmals in der Landesliga Nord Latein an und tanzte bis einschließlich 2002 mit zwei Choreographien in der Landesliga Nord Latein: 1999 und 2000 war die Choreographie „Rhythm and Fun“, 2001 und 2002 „Tom Jones“. Im Jahr 2002 belegte das A-Team den 2. Platz der Landesliga Nord Latein und stieg anschließend in die Oberliga Nord Latein auf. Hier tanzte die Formation die Choreographie „Ricky Martin“, die der Verein vom damaligen Weltmeister der Lateinformationen, der TSG Bremerhaven übernommen hatte. Nach einer Saison in der Oberliga Nord Latein, die auch mit dem 2. Platz beendet wurde, konnte die Formation, die erneut die Choreographie „Ricky Martin“ tanzte, direkt in die Regionalliga Nord Latein aufsteigen.
Auch in der Regionalliga Nord Latein stand das A-Team am Ende der Saison 2003/2004 auf dem 2. Platz und hatte sich damit für die Teilnahme am Aufstiegsturnier zur 2. Bundesliga am 22. Mai 2004 in Rüsselsheim qualifiziert, auf dem der 4. Platz erreicht wurde. Am Ende der Saison 2004/2005 belegte das A-Team des TSC Hansa Syke erneut den 2. Platz der Regionalliga Nord Latein und konnte somit erneut am Aufstiegsturnier zur 2. Bundesliga teilnehmen. Der Aufstieg in die 2. Bundesliga klappte aber erst dadurch, dass der TSZ Aachen sein B-Team im Dezember 2005 aus der 2. Bundesliga zurückzog und dafür das A-Team des TSC Hansa Syke nachnominiert wurde. Nach drei Saisons mit der Choreographie „Ricky Martin“ tanzte das A-Team des TSC Hansa Syke in der 2. Bundesliga die Choreographie „Chihuahua“. Am Ende der Saison 2005/2006 folgte allerdings wieder der Abstieg in die Regionalliga Nord.
Trainiert wird das A-Team des TSC Hansa Syke von Alexej Keil und Anna Walz.

## B- und C-Team
Im September 2000 wurde das B-Team gegründet, das zunächst ebenfalls in der Landesliga Nord Latein startete. Die Saison 2004/2005 und 2005/2006 tanzte das B-Team des TSC Hansa Syke in der Oberliga Nord Latein. Die Saison 2005/2006 beendete das Team auf dem 2. Platz und stieg in die Regionalliga Nord Latein auf, in der sich das Team eine Saison halten konnte. In der Saison 2007/2008 trat das Team, das von Ändy Hövemann, Torben Maaß und Sandra Pagels trainiert wird, wieder in der Oberliga Nord an.
In der Saison 2005/2006 trat der TSC Hansa Syke zusätzlich auch noch mit einem C-Team in der Landesliga Nord an. Trainer waren Nicole Rehmstedt und Anke Haller.